# گانلود

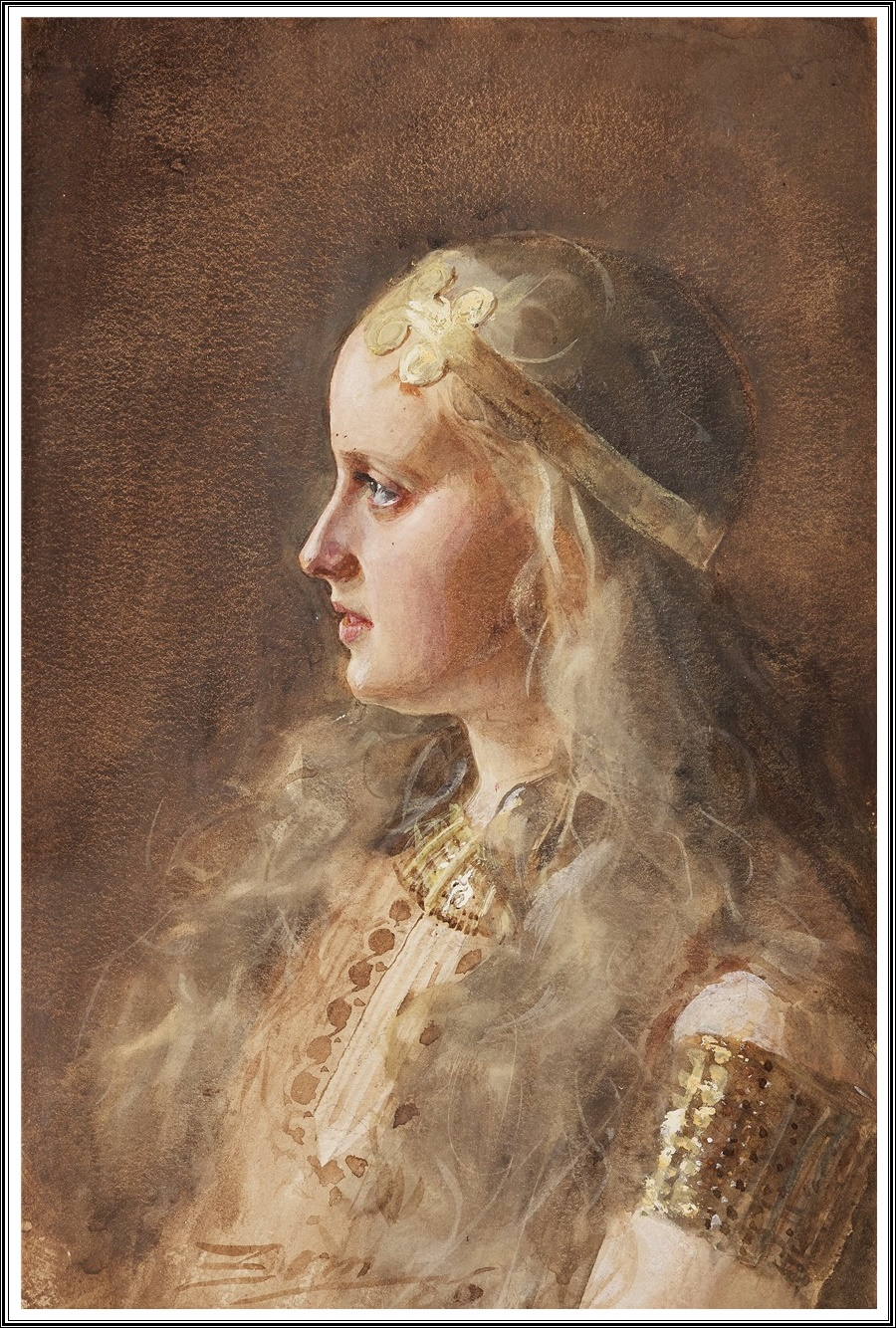
تصویر گانلود اثر آندرس زورن.

گانلود (به زبان نروژی باستان: Gunnlöð) در اساطیر اسکاندیناوی یکی از یوتون‌ها، دختر سوتونگ و نوهٔ غول یخی گیلینگ، که وظیفهٔ پاسداری از نوشیدنی الهام‌بخش می‌انگبین را در دل کوه هنیتبیورگ بر عهده داشت. او می‌توانست با چنان قدرت و اشتیاقی آواز بخواند که شنوندگان با تصنیف‌های غمناکش اشک از چشمانشان جاری می‌شد، یا از ته دل به شوخ‌طبعی‌های او می‌خندیدند یا با شنیدن ترانه‌های حماسی روز دست به کارهای شجاعانه می‌زدند. کسانی که از نزدیکی پنجره‌های دژ سوتونگ در حال عبور بودند، اغلب برای گوش دادن به آوازهای گانلود که از داخل دیوارهای خانه‌اش به آن‌ها می‌رسید توقف می‌کردند. با این حال، دختر سوتونگ به ندرت دیده می‌شد.
بر طبق روایات مجموعه ادای منثور، اودین گانلود را فریفت، و در ازای نوشیدن جرعه‌ای از نوشیدنی الهام‌بخش، به مدت سه شب با او همبستر شد، و در نهایت با دزدیدن سه پاتیل از نوشیدنی، به شکل عقابی به آسگارد پرواز می‌کند. در روایت دیگری از شعر هوامال (واژگان بی‌همتا و والا) ادای شاعرانه داستانی کم و بیش متفاوت را بیان می‌کند. در این نسخه پس از اینکه اودین، گانلود را دلدادهٔ خویش می‌سازد، او با رضایت کامل نوشیدنی الهام‌بخش را به اودین پیشکش کرده و او نیز به نیکی از گانلود یاد می‌کند.